# NPR Berlin
NPR Berlin est une ancienne radio locale de Berlin. Elle est une filiale du réseau de service public américain National Public Radio.

## Histoire
À côté de la BBC World Service et de Radio France internationale, Voice of America s'installe à Berlin juste après la Seconde Guerre mondiale. Après le retrait de la VOA, National Public Radio récupère la radio mise en place.

## Programme
NPR Berlin diffuse ses propres programmes et des émissions américaines (de l'information comme Morning Edition, Weekend Edition ou All Things Considered et du divertissement comme Wait Wait... Don't Tell Me! ou Car Talk).
Elle est diffusée sur Berlin par l'émetteur de la Postbank-Hochhaus, dans le quartier de Kreuzberg.

### Source de la traduction
- (de) Cet article est partiellement ou en totalité issu de l’article de Wikipédia en allemand intitulé « NPR Berlin » (voir la liste des auteurs).